# 完全数

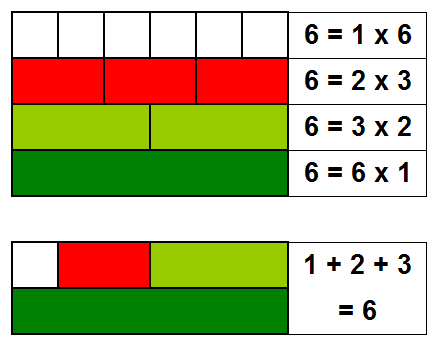
以古氏積木演示完全數6

完全数（perfect number），又稱完美數或完備數，是一些特殊的自然数：它所有的真因子（即除了自身以外的约数）的和，恰好等於它本身，完全数不可能是楔形數、平方數、佩爾數或費波那契數。
例如：第一个完全数是6，它有约数1、2、3、6，除去它本身6外，其余3个数相加，{\displaystyle {{{1}+{2}}+{3}}=6}，恰好等於本身。第二个完全数是28，它有约数1、2、4、7、14、28，除去它本身28外，其余5个数相加，{\displaystyle {{{{{1}+{2}}+{4}}+{7}}+{14}}=28}，也恰好等於本身。后面的数是496、8128。
十進位的5位數到7位數、9位數、11位數、13到18位數等位數都沒有完全數，它們不是虧數就是盈數。

## 完全數的發現
古希腊数学家欧几里得是通过{\displaystyle 2^{n-1}\times (2^{n}-1)}
的表达式发现前四个完全数的。 
当{\displaystyle n=2:}{\displaystyle {{{2}^{1}}\times {\left({{{2}^{2}}-{1}}\right)}}=6}
当{\displaystyle n=3:}{\displaystyle {{{2}^{2}}\times {\left({{{2}^{3}}-{1}}\right)}}=28}
当{\displaystyle n=5:}{\displaystyle {{{2}^{4}}\times {\left({{{2}^{5}}-{1}}\right)}}=496}
当{\displaystyle n=7:}{\displaystyle {{{2}^{6}}\times {\left({{{2}^{7}}-{1}}\right)}}=8128}
一个偶数是完美数，当且仅当它具有如下形式：{\displaystyle 2^{n-1}(2^{n}-1)}，其中{\displaystyle 2^{n}-1}是素数，此事實的充分性由欧几里得证明，而必要性則由歐拉所證明。
比如，上面的{\displaystyle 6}和{\displaystyle 28}对应着{\displaystyle n=2}和{\displaystyle 3}的情况。我们只要找到了一个形如{\displaystyle 2^{n}-1}的素数（即梅森素数），也就知道了一个偶完美数。
尽管没有发现奇完全数，但是当代数学家奥斯丁·欧尔证明，若有奇完全数，则其形式必然是{\displaystyle 12p+1}或{\displaystyle 36p+9}的形式，其中{\displaystyle p}是素数。 
首十個完全數是（ A000396）：
1. 6（1位）
2. 28（2位）
3. 496（3位）
4. 8128（4位）
5. 33550336（8位）
6. 8589869056（10位）
7. 137438691328（12位）
8. 2305843008139952128（19位）
9. 2658455991569831744654692615953842176（37位）
10. 191561942608236107294793378084303638130997321548169216（54位）

## 历史
古代数学家根据當時已知的四个完全数做了很多假设，大部分都是错误的。其中的一个假设是：因为 2、3、5、7 恰好是头 4 个素数，第 5 个完全数应该是第 5 个素数，即当 {\displaystyle n=11} 的时候，可是 {\displaystyle 2^{11}-1=23\times 89} 并不是素数。因此 {\displaystyle n=11} 不是完全数。另外两个错误假设是：
- 头四个完全数分别是 1、2、3、4 位数，第五个应该是 5 位数。
- 完全数应该是交替以 6 或 8 结尾。

事实上，第五个完全数 {\displaystyle 33550336=2^{12}(2^{13}-1)} 是 {\displaystyle 8} 位数。
对于第二个假设，第五个完全数确实是以 {\displaystyle 6} 结尾，但是1588年，意大利數學家彼得羅·卡塔爾迪計出第六个完全数 {\displaystyle 8589869056}，仍是以 {\displaystyle 6} 结尾，只能說歐幾里得的公式給出的完全數以 {\displaystyle 6} 和 {\displaystyle 8} 结尾。卡塔爾迪證明了此結論。此外，還計出第七個完全數137,438,691,328。
对完全数的研究，至少已经有两千多年的历史。《几何原本》中就提出了寻求某种类型完全数的问题。
每一个梅森素数给出一个偶完全数；反之，每個偶完全數給出一個梅森素數，這結果稱為歐幾里得－歐拉定理。到 2024 年 10 月为止，共发现了 52 个完全数，且都是偶数。最大的已知完全數為 {\displaystyle 2^{136279840}\times (2^{136279841}-1)} 共有 {\displaystyle 82048640} 位數。

## 性质
以下是目前已發現的完全數共有的性質。
- 偶完全数都是以6或28结尾[4][5]。
- 如果存在奇完全數，它在十二進制中必定以1, 09, 39, 69或99結尾[6]。
- 而如果存在奇完全數，它在六進制中必定以01, 13, 21或41結尾[6]。
- 除了6以外的偶完全数，把它的各位数字相加，直到变成個位数，那么这个個位数一定是1[4][5][註 1]：

```

  

    

      

        
28

      

    

    
{\displaystyle 28}

  

 → 

  

    

      

        
2

        
+

        
8

        
=

        
10

      

    

    
{\displaystyle 2+8=10}

  

 → 

  

    

      

        
1

        
+

        
0

        
=

        
1

      

    

    
{\displaystyle 1+0=1}

  

  

    

      

        
496

      

    

    
{\displaystyle 496}

  

 → 

  

    

      

        
4

        
+

        
9

        
+

        
6

        
=

        
19

      

    

    
{\displaystyle 4+9+6=19}

  

 → 

  

    

      

        
1

        
+

        
9

        
=

        
10

      

    

    
{\displaystyle 1+9=10}

  

 → 

  

    

      

        
1

        
+

        
0

        
=

        
1

      

    

    
{\displaystyle 1+0=1}

  

```

- 所有的偶完全数都可以表达为2的一些连续正整数次幂之和，从{\displaystyle 2^{p-1}}到{\displaystyle 2^{2p-2}}：

```

  

    

      

        
6

        
=

        

          
2

          

            
1

          

        

        
+

        

          
2

          

            
2

          

        

      

    

    
{\displaystyle 6=2^{1}+2^{2}}

  

  

    

      

        
28

        
=

        

          
2

          

            
2

          

        

        
+

        

          
2

          

            
3

          

        

        
+

        

          
2

          

            
4

          

        

      

    

    
{\displaystyle 28=2^{2}+2^{3}+2^{4}}

  

  

    

      

        
496

        
=

        

          
2

          

            
4

          

        

        
+

        

          
2

          

            
5

          

        

        
+

        

          
2

          

            
6

          

        

        
+

        

          
2

          

            
7

          

        

        
+

        

          
2

          

            
8

          

        

      

    

    
{\displaystyle 496=2^{4}+2^{5}+2^{6}+2^{7}+2^{8}}

  

  

    

      

        
8128

        
=

        

          
2

          

            
6

          

        

        
+

        

          
2

          

            
7

          

        

        
+

        
.

        
.

        
.

        
+

        

          
2

          

            
12

          

        

      

    

    
{\displaystyle 8128=2^{6}+2^{7}+...+2^{12}}

  

```

- 每个偶完全数都可以写成连续自然数之和[註 2]：

```

  

    

      

        
6

        
=

        
1

        
+

        
2

        
+

        
3

      

    

    
{\displaystyle 6=1+2+3}

  

  

    

      

        
28

        
=

        
1

        
+

        
2

        
+

        
3

        
+

        
4

        
+

        
5

        
+

        
6

        
+

        
7

      

    

    
{\displaystyle 28=1+2+3+4+5+6+7}

  

  

    

      

        
496

        
=

        
1

        
+

        
2

        
+

        
3

        
+

        
.

        
.

        
.

        
+

        
30

        
+

        
31

      

    

    
{\displaystyle 496=1+2+3+...+30+31}

  

  

    

      

        
8128

        
=

        
1

        
+

        
2

        
+

        
3

        
+

        
.

        
.

        
.

        
+

        
126

        
+

        
127

      

    

    
{\displaystyle 8128=1+2+3+...+126+127}

  

```

- 除6以外的偶完全数，还可以表示成连续奇立方数之和（被加的项共有{\displaystyle {\sqrt {2^{p-1}}}})[註 3]：

```

  

    

      

        
28

        
=

        

          
1

          

            
3

          

        

        
+

        

          
3

          

            
3

          

        

      

    

    
{\displaystyle 28=1^{3}+3^{3}}

  

  

    

      

        
496

        
=

        

          
1

          

            
3

          

        

        
+

        

          
3

          

            
3

          

        

        
+

        

          
5

          

            
3

          

        

        
+

        

          
7

          

            
3

          

        

      

    

    
{\displaystyle 496=1^{3}+3^{3}+5^{3}+7^{3}}

  

  

    

      

        
8128

        
=

        

          
1

          

            
3

          

        

        
+

        

          
3

          

            
3

          

        

        
+

        

          
5

          

            
3

          

        

        
+

        
.

        
.

        
.

        
+

        

          
15

          

            
3

          

        

      

    

    
{\displaystyle 8128=1^{3}+3^{3}+5^{3}+...+15^{3}}

  

  

    

      

        
33550336

        
=

        

          
1

          

            
3

          

        

        
+

        

          
3

          

            
3

          

        

        
+

        

          
5

          

            
3

          

        

        
+

        
.

        
.

        
.

        
+

        

          
127

          

            
3

          

        

      

    

    
{\displaystyle 33550336=1^{3}+3^{3}+5^{3}+...+127^{3}}

  

```

- 每个完全数的所有约数（包括本身）的倒数之和，都等于2：（這可以用通分證得。因此每個完全數都是歐爾調和數。）

```

  

    

      

        

          

            
1

            
1

          

        

        
+

        

          

            
1

            
2

          

        

        
+

        

          

            
1

            
3

          

        

        
+

        

          

            
1

            
6

          

        

        
=

        

          

            

              
6

              
+

              
3

              
+

              
2

              
+

              
1

            

            
6

          

        

        
=

        
2

      

    

    
{\displaystyle {\frac {1}{1}}+{\frac {1}{2}}+{\frac {1}{3}}+{\frac {1}{6}}={\frac {6+3+2+1}{6}}=2}

  

  

    

      

        

          

            
1

            
1

          

        

        
+

        

          

            
1

            
2

          

        

        
+

        

          

            
1

            
4

          

        

        
+

        

          

            
1

            
7

          

        

        
+

        

          

            
1

            
14

          

        

        
+

        

          

            
1

            
28

          

        

        
=

        

          

            

              
28

              
+

              
14

              
+

              
7

              
+

              
4

              
+

              
2

              
+

              
1

            

            
28

          

        

        
=

        
2

      

    

    
{\displaystyle {\frac {1}{1}}+{\frac {1}{2}}+{\frac {1}{4}}+{\frac {1}{7}}+{\frac {1}{14}}+{\frac {1}{28}}={\frac {28+14+7+4+2+1}{28}}=2}

  

```

- 它们的二进制表达式也很有趣：（因為偶完全數形式均如{\displaystyle 2^{n-1}(2^{n}-1)}，所以左邊的１數量永遠比右邊的０多１個）

```

  

    

      

        
(

        
6

        

          
)

          

            
10

          

        

        
=

        
(

        
110

        

          
)

          

            
2

          

        

      

    

    
{\displaystyle (6)_{10}=(110)_{2}}

  

  

    

      

        
(

        
28

        

          
)

          

            
10

          

        

        
=

        
(

        
11100

        

          
)

          

            
2

          

        

      

    

    
{\displaystyle (28)_{10}=(11100)_{2}}

  

  

    

      

        
(

        
496

        

          
)

          

            
10

          

        

        
=

        
(

        
111110000

        

          
)

          

            
2

          

        

      

    

    
{\displaystyle (496)_{10}=(111110000)_{2}}

  

  

    

      

        
(

        
8128

        

          
)

          

            
10

          

        

        
=

        
(

        
1111111000000

        

          
)

          

            
2

          

        

      

    

    
{\displaystyle (8128)_{10}=(1111111000000)_{2}}

  

  

    

      

        
(

        
33550336

        

          
)

          

            
10

          

        

        
=

        
(

        
1111111111111000000000000

        

          
)

          

            
2

          

        

      

    

    
{\displaystyle (33550336)_{10}=(1111111111111000000000000)_{2}}

  

  

    

      

        
(

        
8589869056

        

          
)

          

            
10

          

        

        
=

        
(

        
111111111111111110000000000000000

        

          
)

          

            
2

          

        

      

    

    
{\displaystyle (8589869056)_{10}=(111111111111111110000000000000000)_{2}}

  

  

    

      

        
(

        
137438691328

        

          
)

          

            
10

          

        

        
=

        
(

        
1111111111111111111000000000000000000

        

          
)

          

            
2

          

        

      

    

    
{\displaystyle (137438691328)_{10}=(1111111111111111111000000000000000000)_{2}}

  

```

- 有趣的是，以繁體字書寫「完全數」剛好是28劃。

## 奇完全數
截至2024年6月30日，用计算机已经证实：在102200以下，没有奇完全数；至今还证明了，如果奇完全数存在，则它至少包含11个不同素数（包含一個不少於7位數的質因子）但不包含3，亦不會是立方數。一般猜测奇完全数是不存在的；完全数是否有無限多個也至今未能證明。
美國數學家卡爾·帕梅朗斯提出了一個想法說明奇完全數不太可能存在。

### 奇完全数的部分条件
- N > 102200[8]
- N是以下形式：

{\displaystyle N=q^{\alpha }p_{1}^{2e_{1}}\ldots p_{k}^{2e_{k}},}
其中：
- q，p1，…，pk是不同的素数（Euler）。
- q ≡ α ≡ 1 (mod 4)（Euler）。
- N的最小素因子必须小于{\displaystyle {\frac {k-1}{2}}.}。
- {\displaystyle e_{1}}≡{\displaystyle e_{2}}...≡{\displaystyle e_{k}} ≡ 1（mod 3）的关系不能满足（McDaniel 1970）。
- 要么qα > 1062，要么对于某个j有{\displaystyle p_{j}^{2e_{j}}} > 1062。
- {\displaystyle N<2^{(4^{k+1}-2^{k+1})}}

- N必须可以写成12n+1，468n+117或324n+81（n为整数）的形式。[6]
- N不能被105整除。[12]
- N的最大素因子必须大于108[13]，并低于 {\displaystyle (3N)^{1/3}}。[14]。
- N的第二大素因子必须大于104，并低于{\displaystyle (2N)^{1/5}}。[15][16]  。
- N的第三大素因子必须大于100。[17]
- N至少要有101个素因子，其中至少10个是不同的。[8][18] 如果3不是素因子之一，则至少要有12个不同的素因子。[19]

- 如果对于所有的i，都有{\displaystyle e_{i}} ≤ 2，那么：
  - N的最小素因子必须大于739（Cohen 1987）。
  - α ≡ 1（mod 12）或α ≡ 9 (mod 12)（McDaniel 1970）。

### 圖查德定理
這個定理說明若存在奇完全數，其形式必如{\displaystyle 12m+1}或{\displaystyle 36q+9}。最初的證明在1953年由雅克·圖查德首先證明，1951年巴爾塔薩·范德波爾用非線性偏微分方程得出證明。茱蒂·霍爾德納在《美國數學月刊》第109卷第7期刊證了一個初等的證明。
證明會使用這四個結果：（下面的n,k,j,m,q均為正整數）
- 歐拉證明了奇完全數的形式必如{\displaystyle 4j+1}。[20]
- {\displaystyle \sigma (n)}表示{\displaystyle n}的正因數之和。完全數的定義即為{\displaystyle 2n=\sigma (n)}。
{\displaystyle \sigma (n)}為積性函數
- 引理（甲）：若{\displaystyle n=6k-1}（{\displaystyle k}是正整數），則{\displaystyle n}非完全數。
- 引理（乙）：若{\displaystyle n=4k-1}（{\displaystyle k}是正整數），則{\displaystyle n}非完全數。

引理的證明（甲）：
使用反證法，設{\displaystyle n}為完全數，且{\displaystyle n\equiv -1{\pmod {6}}}。
{\displaystyle n\equiv -1{\pmod {3}}}。因為3的二次剩餘只有0,1，故{\displaystyle n}非平方數，因此其正因數個數為偶數。
{\displaystyle n}有正因數{\displaystyle d}，則可得：
{\displaystyle d\equiv 1{\pmod {3}}}且{\displaystyle n/d\equiv -1{\pmod {3}}}；或
{\displaystyle d\equiv -1{\pmod {3}}}且{\displaystyle n/d\equiv 1{\pmod {3}}}。
因此，{\displaystyle (n/d+d)\equiv 0{\pmod {3}}}。故{\displaystyle \sigma (n)=\sum _{d<{\sqrt {n}}}d+n/d\equiv 0{\pmod {3}}}。
但{\displaystyle 2n\equiv 2(-1)\equiv 1{\pmod {3}}}，矛盾。
故{\displaystyle n}的形式只可能為{\displaystyle 6k+1}或{\displaystyle 6k+3}。
引理的證明（乙）：
使用反證法，設{\displaystyle n}為完全數，且{\displaystyle n\equiv -1{\pmod {4}}}。
{\displaystyle n\equiv -1{\pmod {4}}}。因為4的二次剩餘只有0,1，故{\displaystyle n}非平方數，因此其正因數個數為偶數。
{\displaystyle n}有正因數{\displaystyle d}，則可得：
{\displaystyle d\equiv 1{\pmod {4}}}且{\displaystyle n/d\equiv -1{\pmod {4}}}；或
{\displaystyle d\equiv -1{\pmod {4}}}且{\displaystyle n/d\equiv 1{\pmod {4}}}。
因此，{\displaystyle (n/d+d)\equiv 0{\pmod {4}}}。故{\displaystyle \sigma (n)=\sum _{d<{\sqrt {n}}}d+n/d\equiv 0{\pmod {4}}}。
但{\displaystyle 2n\equiv 2(-1)\equiv 2{\pmod {4}}}，矛盾。
故{\displaystyle n}的形式只可能為{\displaystyle 4k+1}。

若{\displaystyle n=6k+1}，根據歐拉的結果，{\displaystyle n=4j+1}，綜合兩者，得{\displaystyle n=12m+1}。
若{\displaystyle n=6k+3}，{\displaystyle n=4j+1}，得{\displaystyle n=12m+9=3(4m+3)}。若{\displaystyle m}非3的倍數，3和{\displaystyle 4m+3}互質。
因為{\displaystyle \sigma (n)}為積性函數，可得{\displaystyle \sigma (n)=\sigma (3)\sigma (4m+3)=4\sigma (4m+3)\equiv 0{\pmod {4}}}。
但{\displaystyle 2n=2(4j+1)\equiv 2{\pmod {4}}}，出現了矛盾。故知{\displaystyle m}是3的倍數。代入{\displaystyle m=3q}，可得{\displaystyle n=36q+9}。